# Biarritz
Biarritz (gask. Biàrritz, bask. Miarritze) – miejscowość i gmina we Francji, w regionie Nowa Akwitania, w departamencie Pireneje Atlantyckie.
Według danych na rok 1990 gminę zamieszkiwały 28 742 osoby, a gęstość zaludnienia wynosiła 2465 osób/km² (wśród 2290 gmin ówczesnej – starej Akwitanii Biarritz plasowała się na 10. miejscu pod względem liczby ludności, natomiast pod względem powierzchni na miejscu 953.). Popularna miejscowość turystyczna ze względu na dogodne warunki surfingowe.

## Transport
Miasto jest obsługiwane przez kolej od 1864 roku. Znajduje się w nim dworzec Gare de Biarritz na linii kolejowej Bordeaux – Irun. W latach 1911–1980 bliżej centrum miasta funkcjonował dworzec Gare de Biarritz-Ville.

## Miasta partnerskie
- Augusta, Stany Zjednoczone
- Cascais, Portugalia
- Ixelles, Belgia
- Jerez de la Frontera, Hiszpania
- Saragossa, Hiszpania
- Mar del Plata, Argentyna

## Galeria

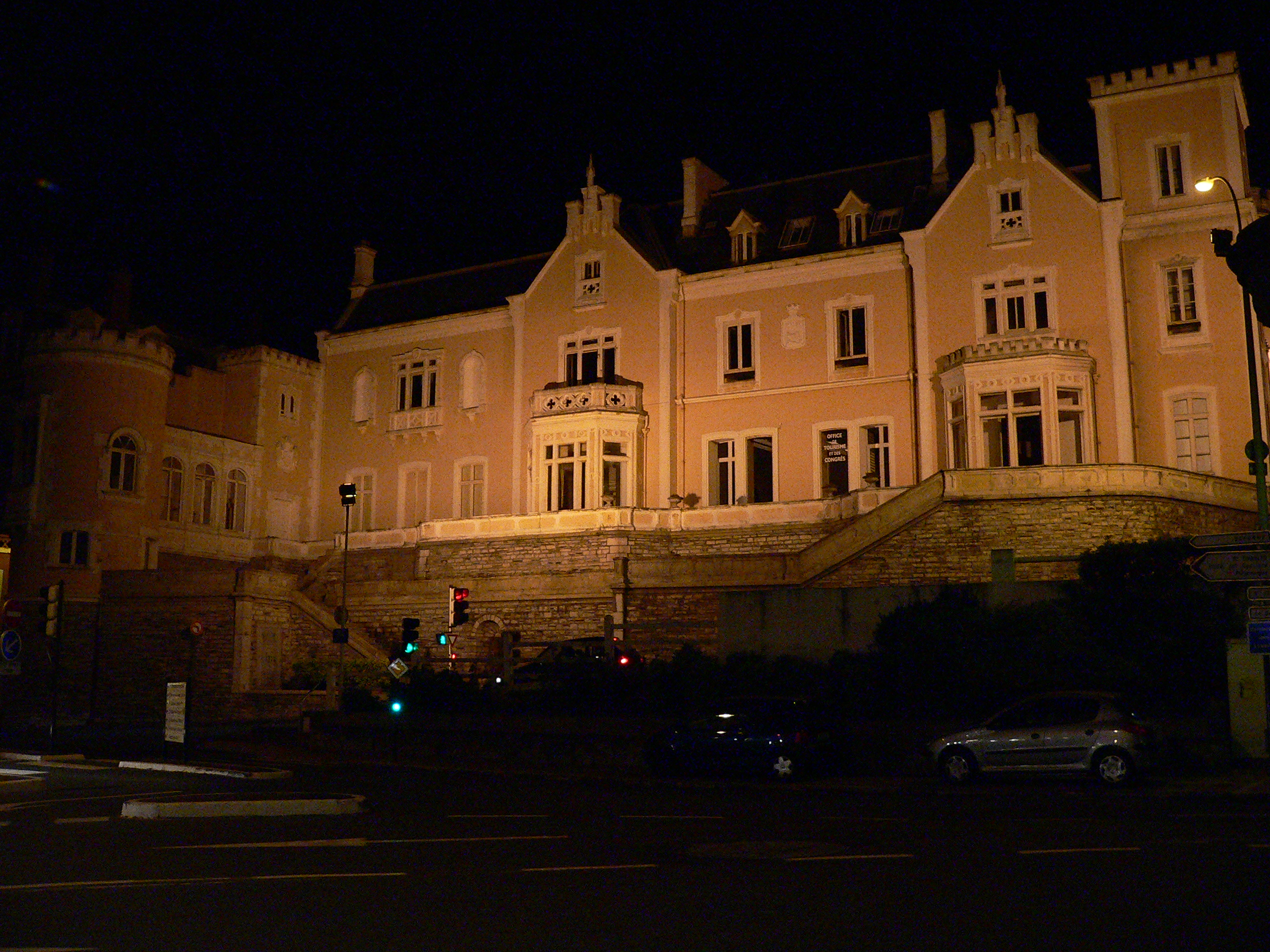
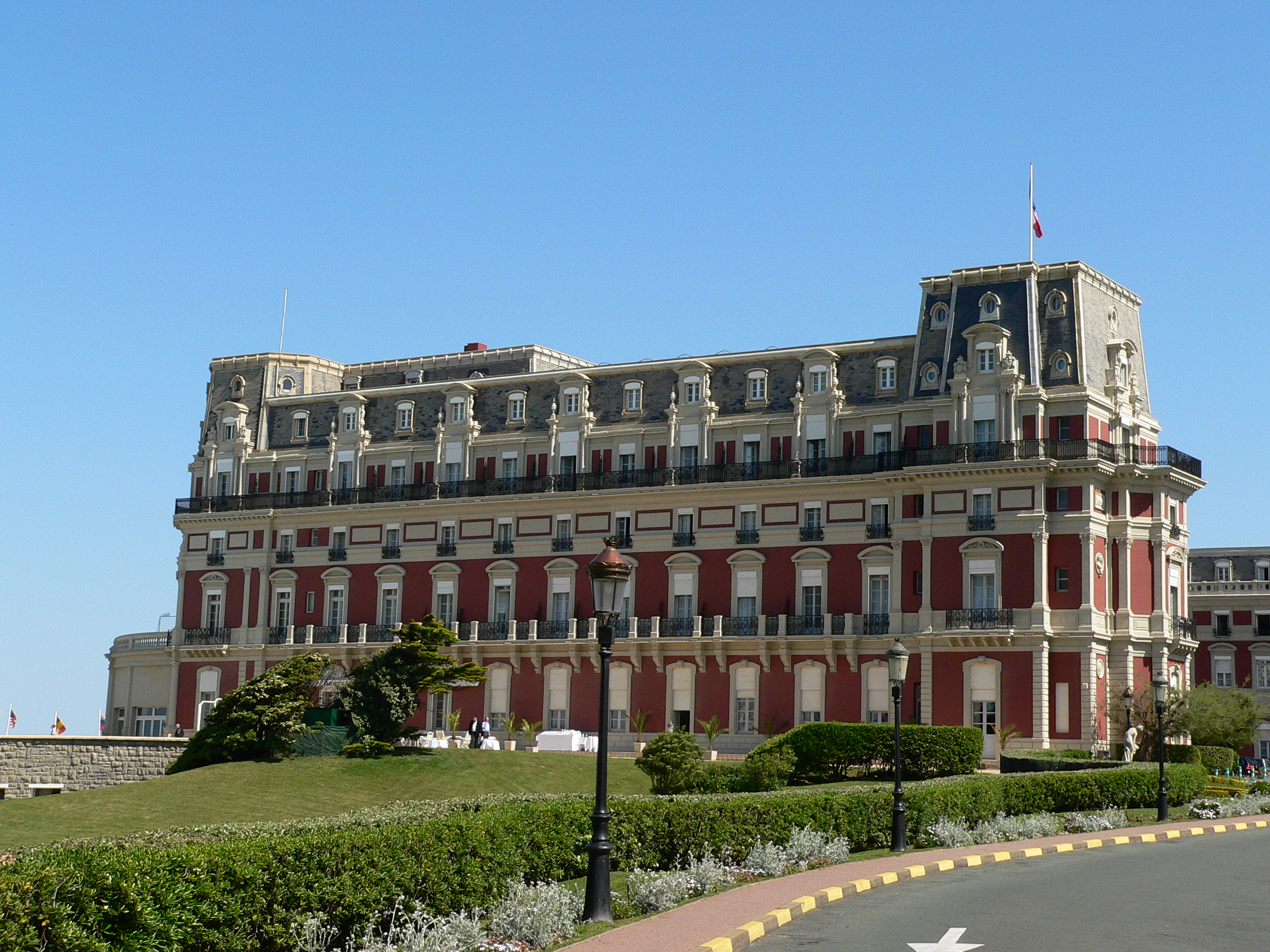
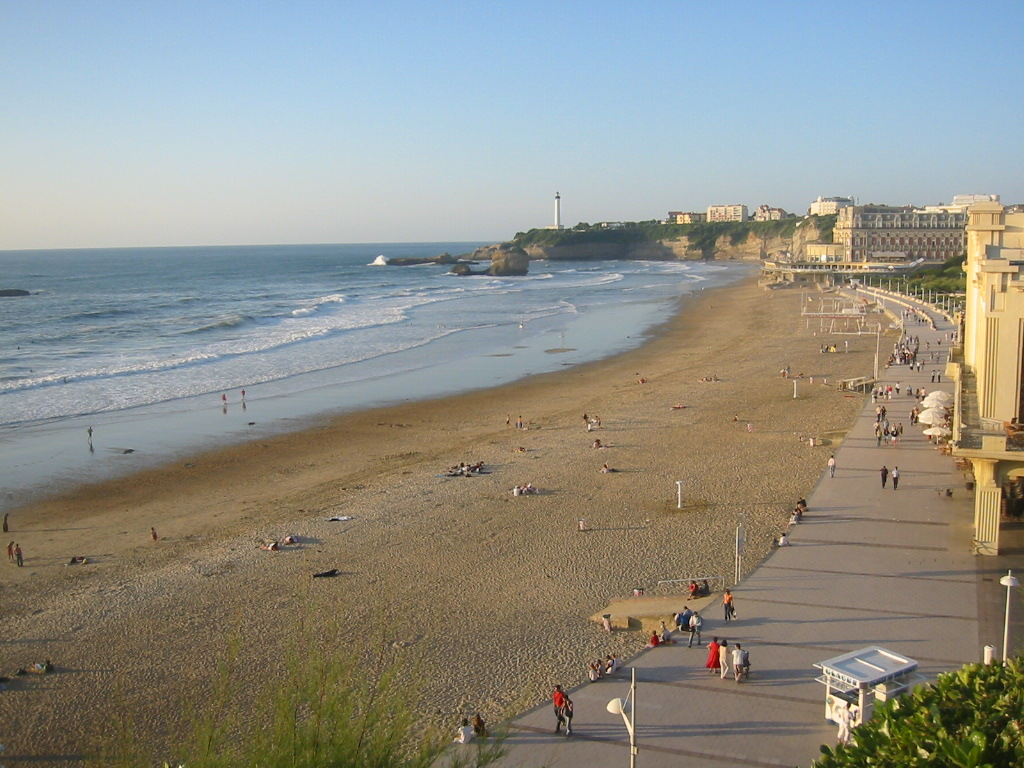
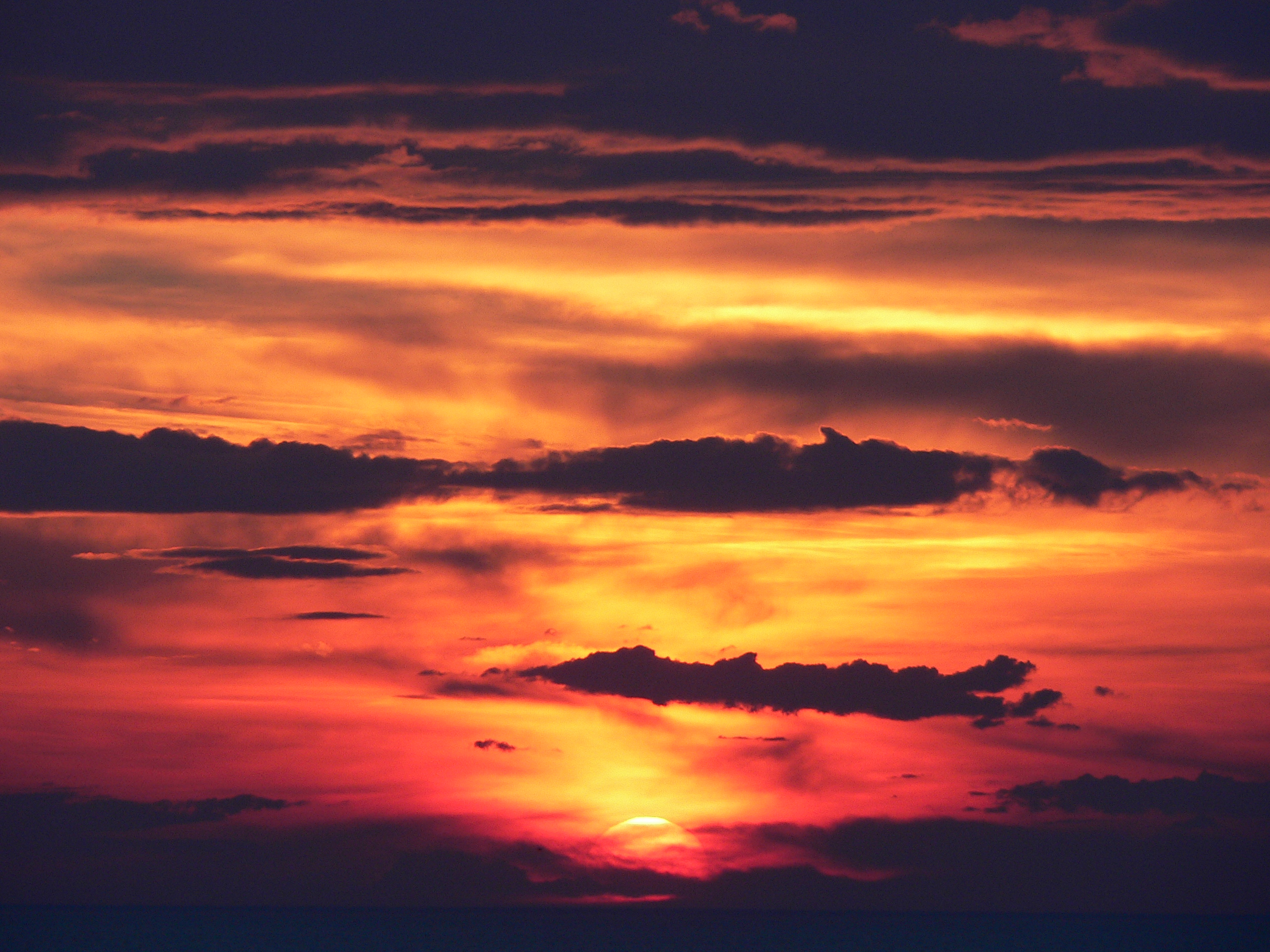
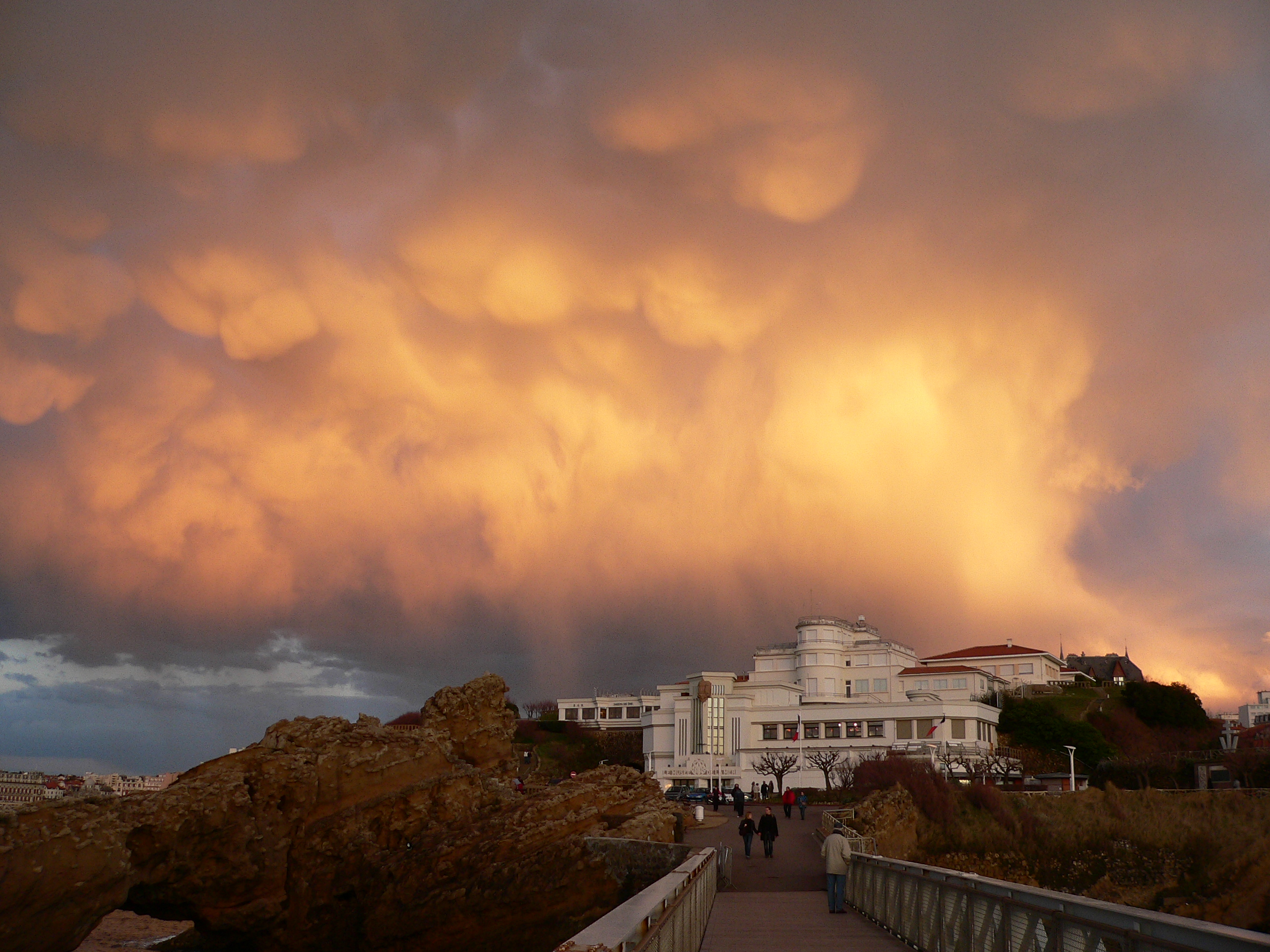